# Microbotryum tovarae
Microbotryum tovarae är en svampart som först beskrevs av Savile, och fick sitt nu gällande namn av Vánky 1998. Microbotryum tovarae ingår i släktet Microbotryum och familjen Microbotryaceae.   Inga underarter finns listade i Catalogue of Life.